# アメリカン・エアラインズ・センター
アメリカン・エアラインズ・センター（American Airlines Center）は、テキサス州ダラス市、ダウンタウンの北に広がるビクトリー・パーク地区に位置する屋内競技施設。主にアイスホッケー、バスケットボール、コンサートに使用される。愛称は「The Hangar」（建物の形状が航空機の格納庫に似ていることによる）、「AAC」。プロスポーツチームの本拠地として使用されている。

## 概要
1998年まで、NHLのダラス・スターズとNBAのダラス・マーベリックスがそれまで使用していたリユニオン・アリーナに代わる新しい競技施設を探していたことに始まる。建設計画が持ち上がったとき、費用超過分は前述の2チームと、ダラス市によるホテル税やレンタカー税の制定によって補われることになった。1999年3月18日に航空会社アメリカン航空が1億9,500万ドルで新アリーナの命名権を取得したことが発表された。開場式は2001年7月21日に開催され、初のイベントは、その翌日に行われたイーグルスのコンサートである。また、初のスポーツイベントは8月19日の、ワールド・インドア・サッカーリーグのダラス・サイドキックスの試合だった。

## 備考
- 2007年1月24日に、NHLの第55回オールスターゲームが開催された。
- アメリカン航空が命名権を持つアリーナに、NBAのマイアミ・ヒートの本拠地であるアメリカン・エアラインズ・アリーナがある。2006年と2011年のNBAファイナル（優勝決定シリーズ）では、共に同じ企業が命名権を取得したアリーナを本拠地とするダラス・マーベリックスとヒートが対決したというエピソードがある。
- 2019年7月6日には新日本プロレスのビッグイベントとしてG1 CLIMAX開幕戦を当地で開催。